# San Miguel Ecatepec
San Miguel Ecatepec är en ort i Mexiko.   Den ligger i kommunen Magdalena Tequisistlán och delstaten Oaxaca, i den sydöstra delen av landet, 500 km sydost om huvudstaden Mexico City. San Miguel Ecatepec ligger 418 meter över havet och antalet invånare är 752.
Terrängen runt San Miguel Ecatepec är varierad. San Miguel Ecatepec ligger nere i en dal. Runt San Miguel Ecatepec är det mycket glesbefolkat, med 6 invånare per kvadratkilometer. Närmaste större samhälle är Santa María Zapotitlán, 17,9 km sydväst om San Miguel Ecatepec. I omgivningarna runt San Miguel Ecatepec växer huvudsakligen savannskog.